# Back to the Woods (1918)
Back to the Woods é um filme mudo do gênero comédia norte-americano de 1918, estrelado por Harold Lloyd, dirigido e produzido por Hal Roach.